# Telfs
Telfs är en ort och kommun i förbundslandet Tyrolen i Österrike. Kommunen har 16 244 invånare (2024), på en yta av 45,48 km². Orten ligger vid floden Inn, cirka 25 kilometer väster om Innsbruck. Invånarantalet gör Telfs till distriktet Innsbruck-Lands folkrikaste kommun.

## Indelning
Kommunen består av elva orter (Ortschaften) (inom parentes invånarantal 1 januari 2024):

- Bairbach (63)
- Birkenberg (9)
- Brand (13)
- Buchen (40)
- Hinterberg (26)
- Lehen (27)
- Mösern (272)
- Platten (35)
- St. Veit (19)
- Telfs (15 732)
- Wildmoos (8)